# Kose

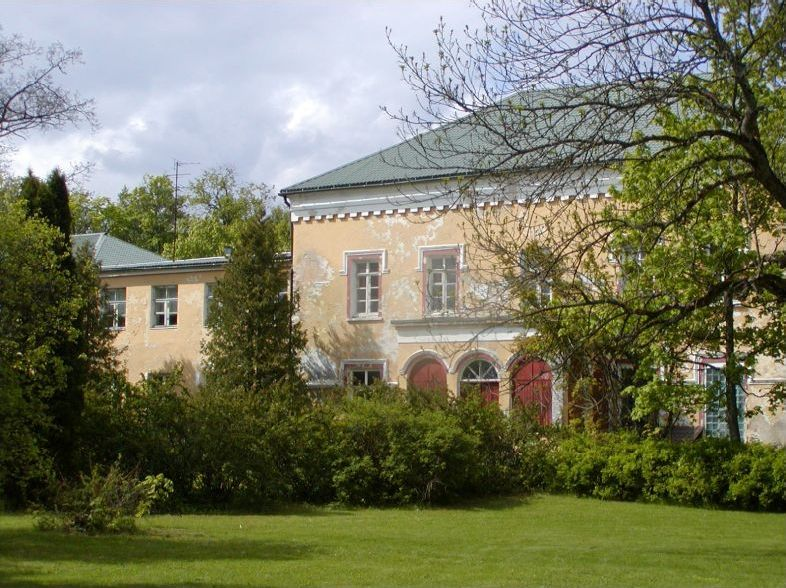
Gutshaus von Kose-Uuemõisa. Photographie von 2004.

Kose (deutsch: Kosch) ist eine Landgemeinde im estnischen Kreis Harju mit einer Fläche von 237,33 km². Sie hat 7.900 Einwohner (Stand: 1. Januar 2025).
Neben dem Hauptort Kose gehören zur Gemeinde die Dörfer Ahisilla, Kanavere, Karla, Kata, Kolu, Kose-Uuemõisa, Krei, Kuivajõe, Liiva, Nõmbra, Nõrava, Oru, Palvere, Raveliku, Ravila, Saula, Sõmeru, Tade, Tammiku, Tuhala, Vardja, Vilama, Viskla und Võlle.
Kose wurde erstmals 1241 als Cosius urkundlich im Liber Census Daniae erwähnt. Schon um 1220, kurz nach der Gründung Tallinns, wurde eine der ältesten Kirchen Nordestlands dort errichtet. Die ursprünglichen Mauern sind noch zu sehen. Ab 1346 stand eine Wassermühle in Kose.

## Persönlichkeiten
- Heinrich Vestring der Jüngere (um 1603–1643), wirkte von 1627 bis zu seinem Tod 1643 als Pastor in Kose
- Joachim Gottlieb Schwabe (1754–1800), in Kosch geborener Pfarrer und Kalenderschriftsteller
- Otto von Kotzebue (1787–1846), Offizier der Russischen Marine, Weltumsegler und Entdeckungsreisender, ist in Kose begraben